# Zadar
Die Stadt Zadar [ˈzadar] (italienisch Zara) liegt an der kroatischen Adriaküste in Norddalmatien. Die Stadt ist mit rund 70.000 Einwohnern Verwaltungssitz der Gespanschaft Zadar (kroatisch Zadarska županija) und Sitz des katholischen Erzbistums Zadar.  

## Stadtgliederung und Einwohner
Zum Stadtgebiet von Zadar zählen 14 Dörfer, die zum Teil auf den umliegenden Inseln liegen, Babindub, Brgulje, Crno, Ist, Kožino, Mali Iž, Molat, Olib, Petrčane, Premuda, Rava, Silba, Veli Iž und Zapuntel.

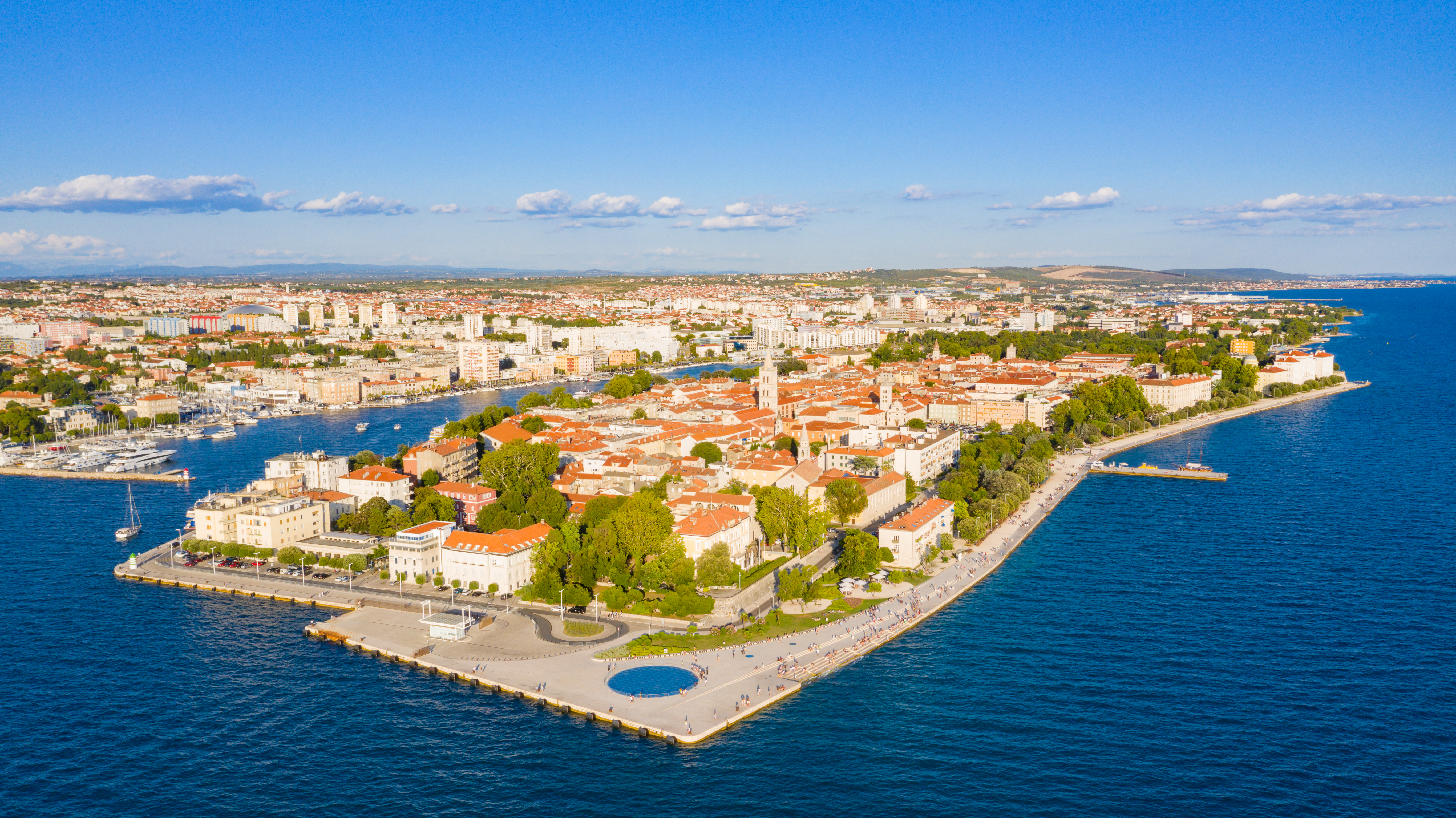
Zadar

Bevölkerungsentwicklung

## Klima
Das Klima ist mediterran. Zadar hat 881 mm Niederschlag im Jahresdurchschnitt. Selbst im trockensten Monat Juli kommt es zu Niederschlägen. Der Unterschied zwischen dem trockensten und dem feuchtesten Monat liegt bei 77 mm. Mit 7 Sonnenstunden im Tagesdurchschnitt hat die Stadt ein sonniges Klima. Der Juli ist mit 23,9 °C der heißeste und sonnigste Monat des Jahres. Der Januar ist mit 7,3 °C der kälteste. Die durchschnittliche Jahrestemperatur beträgt 14,9 °C. Das Klima wird nach der Köppen und Geiger Klimaklassifikation als Csa eingestuft.
|                       | Jan  | Feb  | Mär  | Apr  | Mai  | Jun  | Jul  | Aug  | Sep  | Okt  | Nov  | Dez  |   |      |
| Mittl. Tagesmax. (°C) | 10,8 | 11,3 | 13,6 | 16,6 | 21,3 | 25,2 | 28,2 | 28,2 | 24,3 | 20,0 | 15,1 | 11,9 | ⌀ | 18,9 |
| Mittl. Tagesmin. (°C) | 4,3  | 4,3  | 6,3  | 9,3  | 13,5 | 17,0 | 19,3 | 19,3 | 16,0 | 12,5 | 8,3  | 5,5  | ⌀ | 11,3 |
|                       |      |      |      |      |      |      |      |      |      |      |      |      |   |      |
| Niederschlag (mm)     | 73   | 63   | 64   | 70   | 65   | 54   | 30   | 50   | 104  | 107  | 106  | 95   | Σ | 881  |
|                       |      |      |      |      |      |      |      |      |      |      |      |      |   |      |
| Sonnenstunden (h/d)   | 3,7  | 5,2  | 6,0  | 6,9  | 8,9  | 10,1 | 11,3 | 10,4 | 8,2  | 5,9  | 4,1  | 3,5  | ⌀ | 7    |
|                       |      |      |      |      |      |      |      |      |      |      |      |      |   |      |
| Wassertemperatur (°C) | 10,8 | 10,1 | 10,9 | 13,3 | 16,8 | 20,3 | 22,6 | 22,8 | 21,1 | 18,7 | 15,8 | 12,7 | ⌀ | 16,4 |

| 4,3 |

| 4,3 |

| 6,3 |

| 9,3 |

| 13,5 |

| 17,0 |

| 19,3 |

| 19,3 |

| 16,0 |

| 12,5 |

| 8,3 |

| 5,5 |

| 4,3 |

| 4,3 |

| 6,3 |

| 9,3 |

| 13,5 |

| 17,0 |

| 19,3 |

| 19,3 |

| 16,0 |

| 12,5 |

| 8,3 |

| 5,5 |

## Verkehr
Zadar ist sehr gut an das kroatische Straßennetz angebunden. Die Europastraße 65 (zugleich kroatische Nationalstraße 8, Državna cesta D8) führt durch den östlichen Teil der Stadt und sichert eine Verbindung mit Küstenstädten wie Rijeka, Šibenik oder Split. Zadar ist auch an die Nationalstraße 424 angeschlossen, die den Hafen Zadar-Gaženica mit der Autobahn A1 verbindet. Darüber hinaus ist Zadar auch über die Ausfahrten Posedarije, Zadar centar und Zadar istok an die Autobahn A1 angeschlossen.
Die Stadt verfügt außerdem über einen Fährhafen, von dem aus Verbindungen auf die vorgelagerten Inseln oder auch nach Italien angeboten werden. Der Flughafen Zadar ist der internationale Flughafen der Stadt. Neben regionalen Zielen werden von dort auch andere europäische Städte angeflogen.
Zadar ist seit 1967 Endpunkt der Bahnstrecke Knin–Zadar. Aufgrund von Sanierungsmaßnahmen wird kein Reisezugsverkehr angeboten.

## Geschichte

### Antike

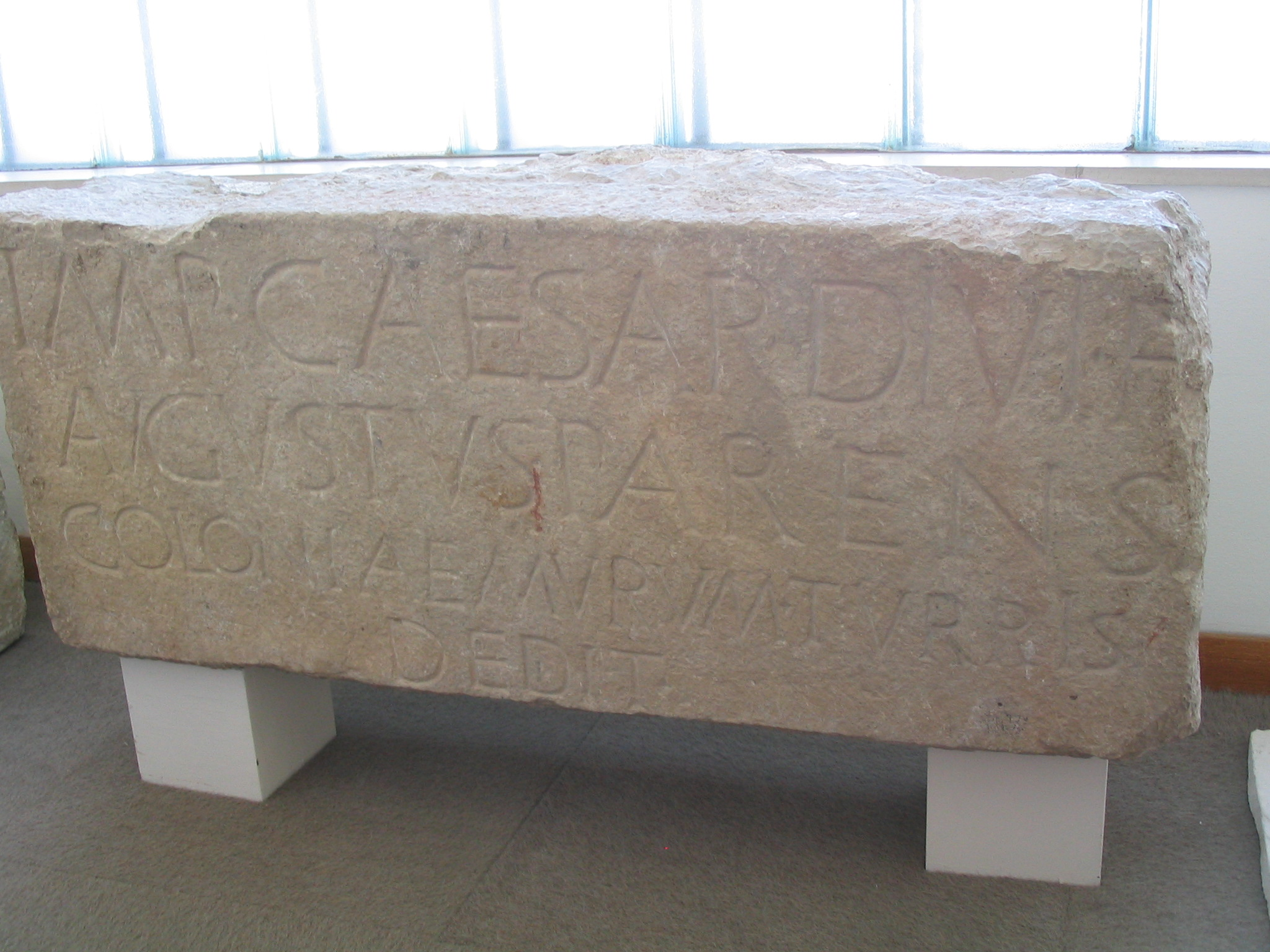
Römische Inschrift, die Augustus als Initiator der Festungswerke nennt

Zadar war schon in illyrischer Zeit eine Siedlung und Haupthandelsort Liburniens. In römischen Quellen wird es als Iader oder Iadera (im Deutschen auch Jadera), bei Konstantinos Porphyrogennetos im 10. Jahrhundert als Diadora bezeichnet.

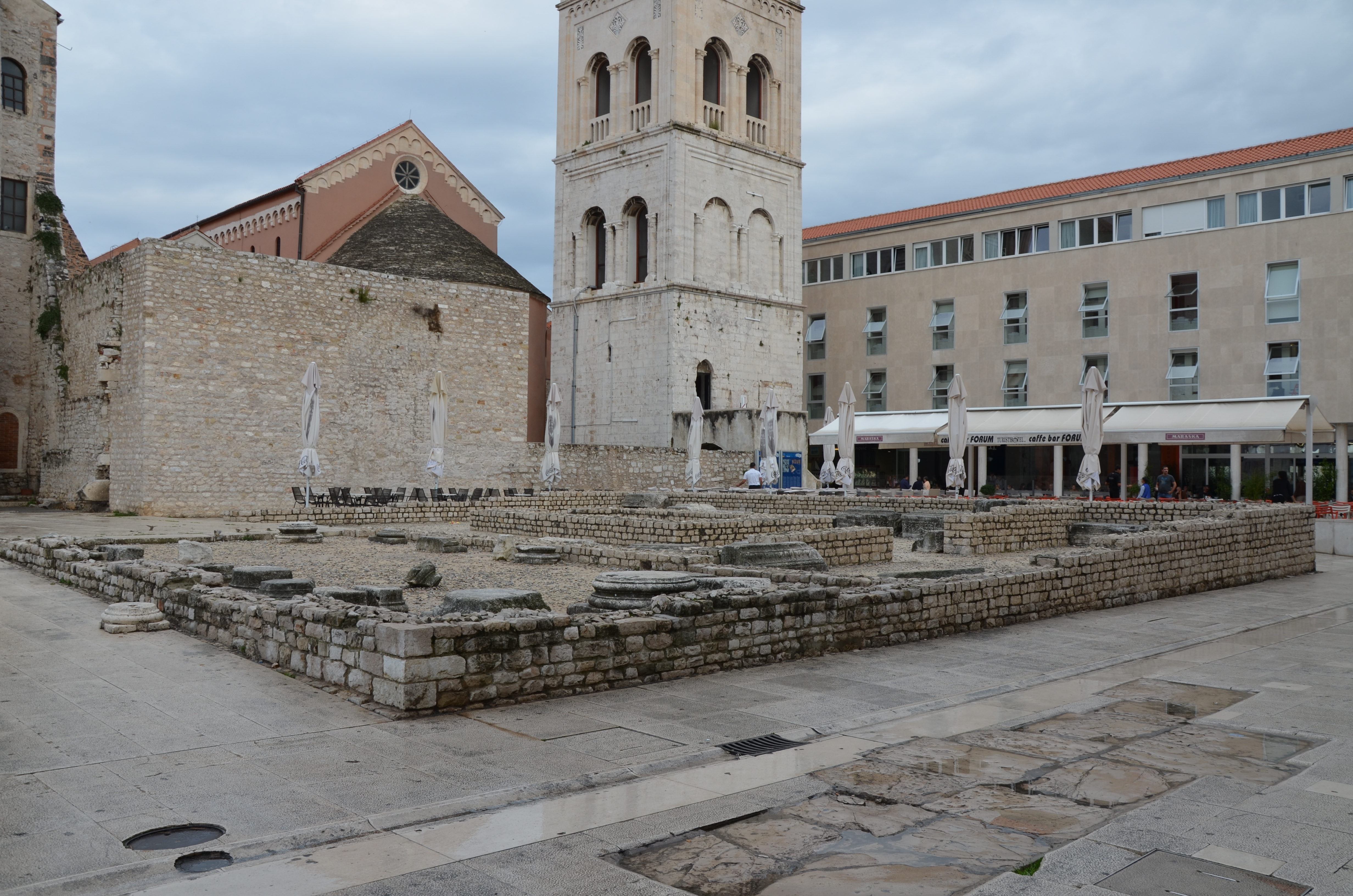
Überreste des römischen Forums

Im 2. Jahrhundert v. Chr. nutzten die Römer das Gebiet der Liburner. Nach 59 v. Chr. war Iadera römisches Municipium, ab 48 v. Chr. eine Kolonie römischer Bürger. Diese bauten ein Kapitol, Befestigungsanlagen, Thermen und einen Aquädukt.
Nach dem Niedergang des Weströmischen Reiches wurde Iadera Hauptstadt des byzantinischen Themas Dalmatien.
Die Stadt wurde weder von Awaren noch während der Landnahme der Südslawen ab dem 7. Jahrhundert zerstört. Allerdings sorgten Erdbeben und auch der Verfall urbanen Lebens für das Ansteigen der Siedlungsschicht seit römischer Zeit um etwa einen Meter. Die Grundstruktur der Stadt blieb weitgehend erhalten.
Spätestens im 4. Jahrhundert bestand eine Kirchenorganisation. An der Südostseite des römischen Forums entstand eine Kathedrale, dazu der Bischofspalast und ein Baptisterium. Aus dem 9. Jahrhundert stammt die vorromanische Rotunde der Trinitatiskirche, aus dem 10. Jahrhundert die Kirche Sv. Donat.

### Frankenreich, Byzanz

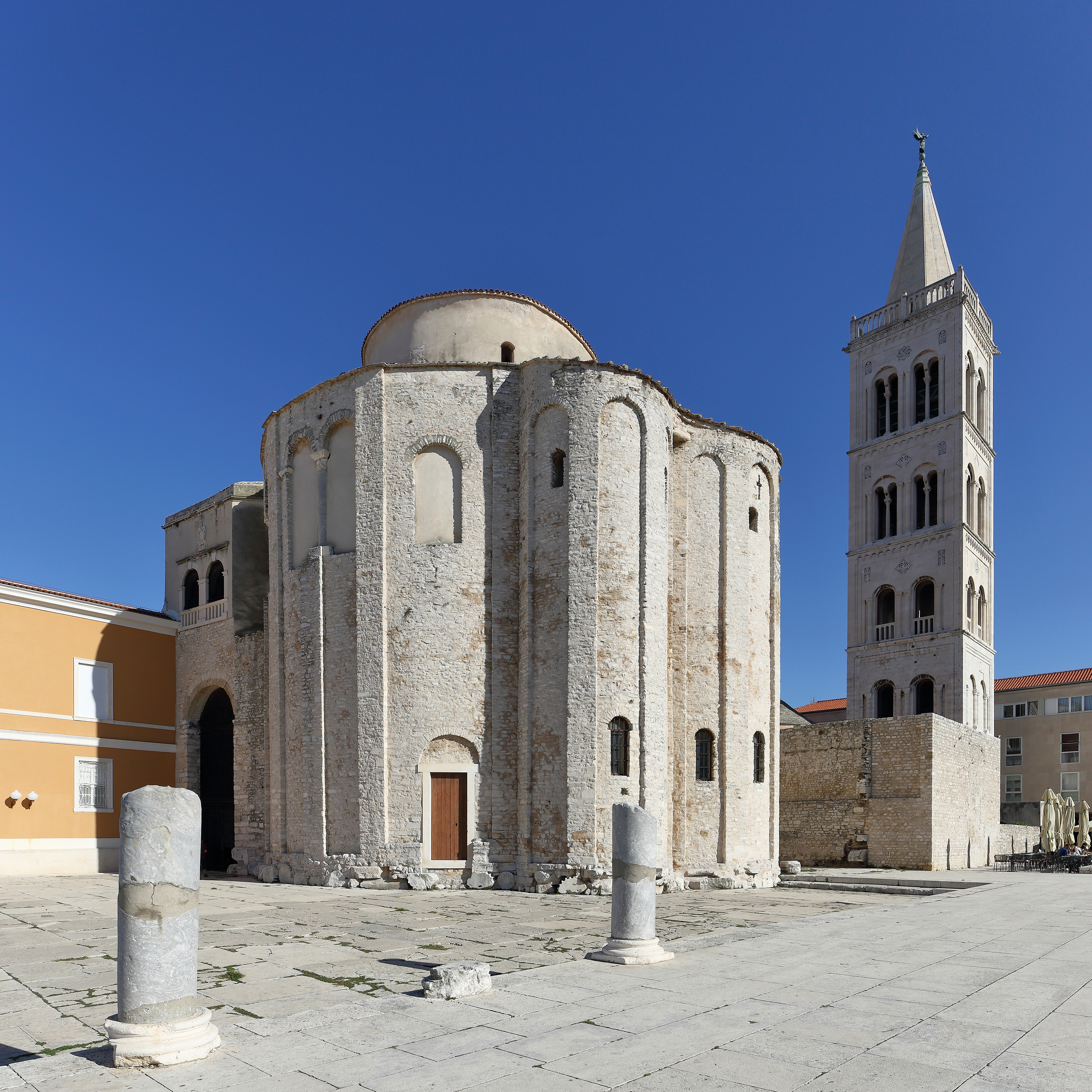
Kirche St. Donatus (9. Jahrhundert)

Bis 925 war die Stadt das kirchliche Zentrum des byzantinischen Dalmatien. Dessen Herrschaft wurde durch die fränkische Herrschaft unterbrochen. 805 erschienen der dux Paulus und der Bischof Donatus von Zara, wie die Stadt nun genannt wurde, am Hof Karls des Großen in Diedenhofen. Von 872/873 bis 971 war Zara die Residenzstadt des byzantinischen Oberbefehlshabers des Themas Dalmatien. Noch im 11. Jahrhundert trugen die Prioren der Stadt byzantinische Titel.
Infolge der Plünderungen durch Seeräuber begab sich Zara um 1000 kurzfristig unter den Schutz der Republik Venedig. 1018 stellte sich die Stadt erneut unter deren Schutz.

### Kroatien (1069), Venedig, Ungarn (bis 1409)

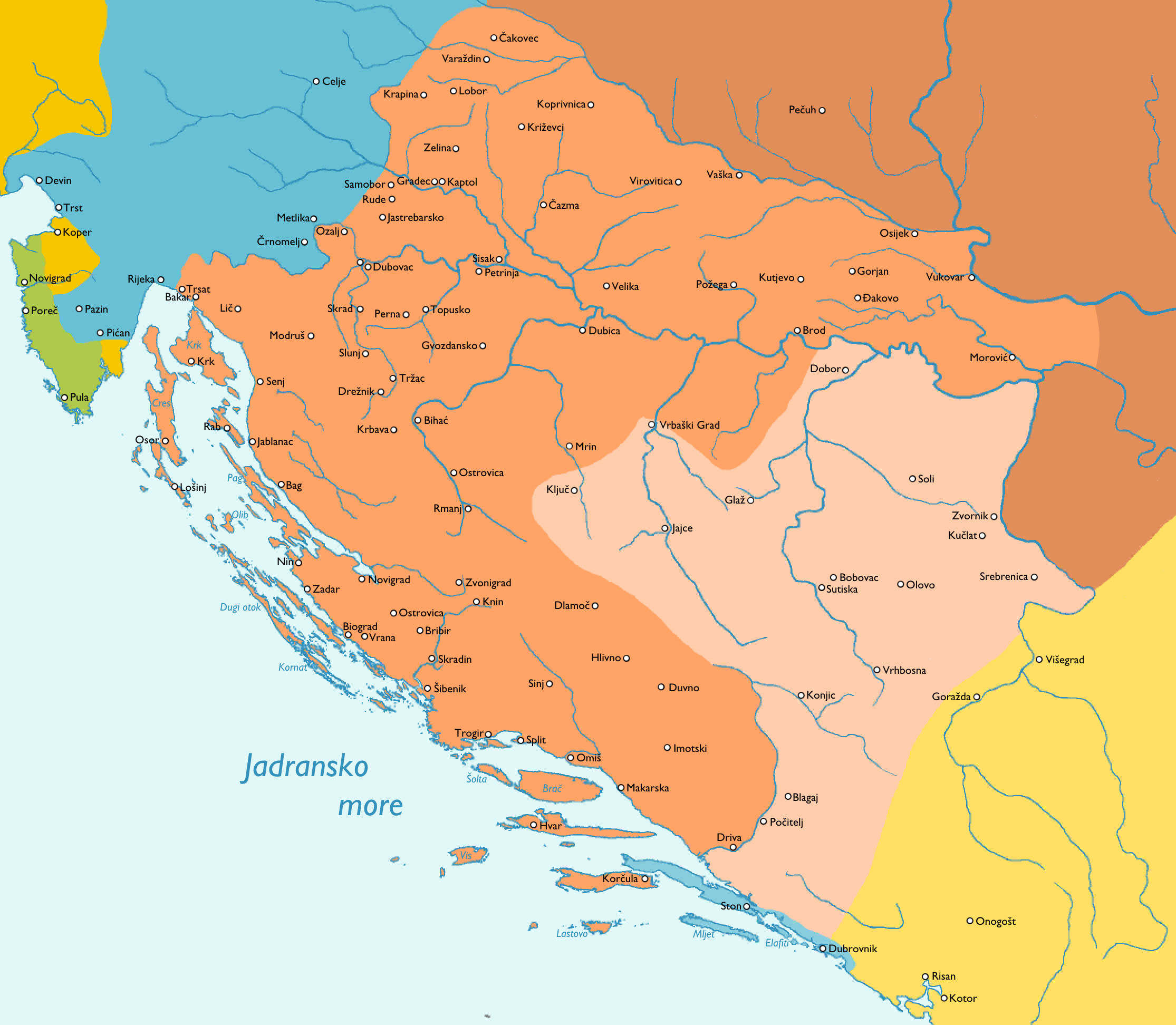
Ergebnisse des Friedens von Zadar, 1358
Königreich Kroatien
Königreich Ungarn
Banschaft Bosnien
Herzogtum Österreich
Patriarchat von Aquileia
Republik Venedig
Republik Ragusa
Serbisches Reich

Zara, in der Sprache der inzwischen dort gleichfalls siedelnden Kroaten Zadar genannt, war im Mittelalter die bedeutendste Stadt an der Ostküste der Adria. Sie bewahrte den urbanen Raum des antiken Iader, aber auch eine wechselnde Dominanz über das Umland sowie die Inseln. Vor allem auf Pag wurde Meersalz gewonnen und Land- und Viehwirtschaft betrieben. Auf dieser wirtschaftlichen Grundlage gelang schon in byzantinischer Zeit der Aufstieg einiger Familien, wie der Madier.
In der Zeit der Kommune (13.–15. Jahrhundert) war die Stadtgesellschaft in nobiles und populus geteilt; auch hier wurde der Rat das Entscheidungsorgan des Patriziats, eben jener nobiles. Zugleich gelangten auch Familien des besagten populus zu Vermögen und Einfluss. Spätestens seit dem frühen 13. Jahrhundert behinderte Venedig im eigenen Interesse den ökonomischen Aufstieg und die kommunale Entwicklung. Nachdem 1358 die venezianische Herrschaft für ein halbes Jahrhundert unterbrochen worden war, wurde Zara zum Zentrum des Handels mit dem Binnenland, etwa mit Blei und Silber aus Bosnien, aber auch dem Adriaraum, letzteres auf Grundlage der zahlreichen Salinen an der Küste. Auch nach der Wiedererrichtung der venezianischen Herrschaft ab 1409 setzte sich dieser Aufschwung fort, jedoch unter Zurücksetzung bei staatlichen Monopolen Venedigs, wie etwa dem Salzhandel. Ab 1468 setzte mit den osmanischen Einfällen ein Niedergang des Handels mit dem Hinterland ein, der nach 1573 zum Erliegen kam.
Im Jahr 1069 kam Zara-Zadar erstmals (?) unter König Petar Krešimir IV. zu Kroatien. 1102 kamen Kroatien und damit auch die Küstenstadt durch ein Abkommen (Pacta conventa) in Personalunion zu Ungarn. 1116 kam die Stadt erneut unter die Herrschaft der Republik Venedig. Hier siegten 1118 die Scharen des ungarisch-kroatischen Königs Stephan II. über die Venezianer. Ordelaffo Falier, der Doge Venedigs, fand bei dieser Gelegenheit seinen Tod vor der Stadt.
1154 wurde Zara zum Erzbistum erhoben, und damit Zentrum einer ausgedehnten Kirchenprovinz, das die ehemals venezianischen Bistümer an der Ostküste der Adria umfasste. Doch wurde der Erzbischof schon 1155 dem Patriarchen von Grado unterstellt.
1177 begrüßten die Einwohner den durchreisenden Papst Alexander III. „mit slawischen Gesängen“, was wohl den Gebrauch der kroatisch-kirchenslawischen Liturgie einschließt. 1181 unterstellte sich die Stadt gegen Gewährung von Autonomierechten dem König von Ungarn.

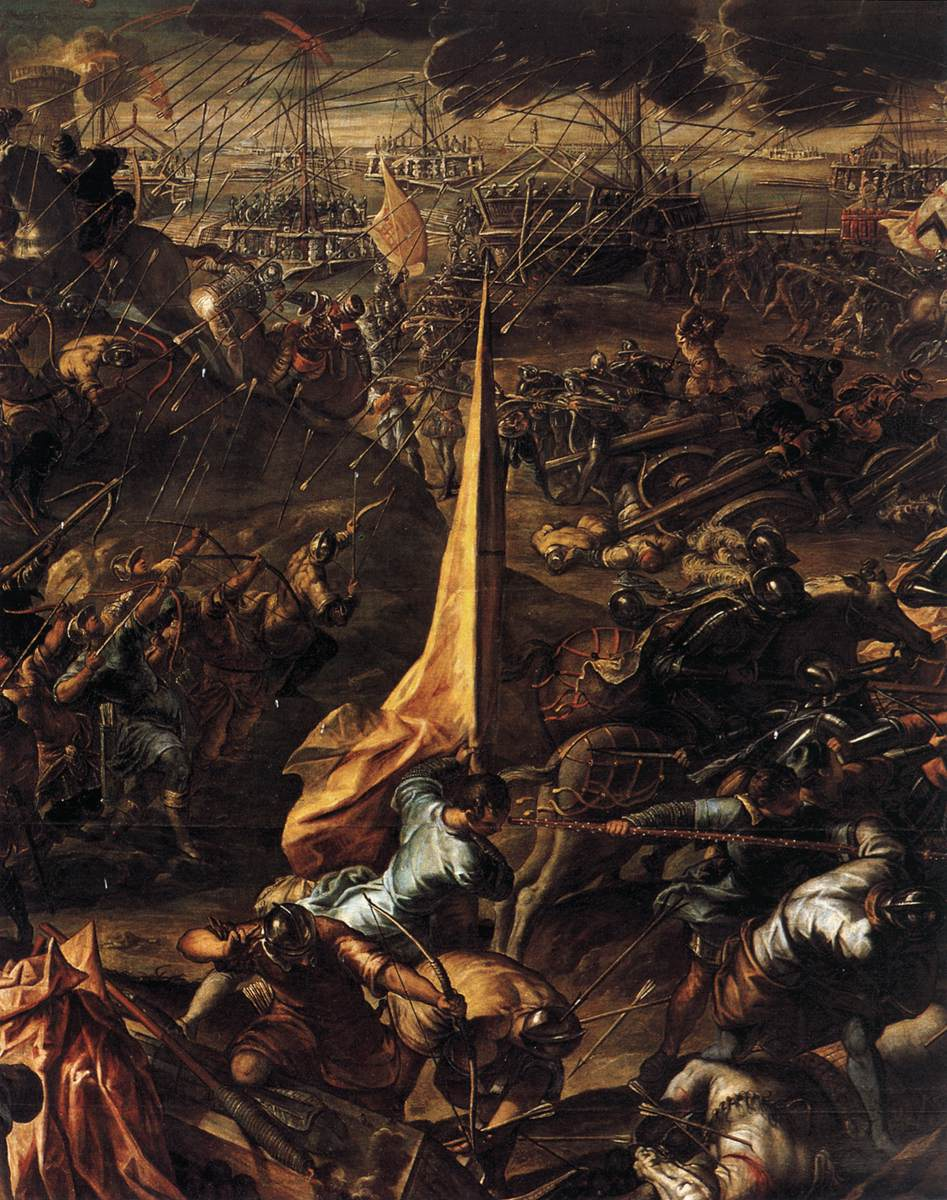
Eroberung von Zadar 1202, Gemälde des venezianischen Künstlers Jacopo Tintoretto (1518–1594)

1202 wurde sie von den Venezianern mit Hilfe eines vorrangig französischen Kreuzfahrerheers erobert. Entsprechend dem Unterwerfungsvertrag von 1205 mussten Comes und Erzbischof zukünftig aus Venedig kommen.
Im Frühjahr 1242 wurde der venezianische Comes Giovanni Michiel mit seinen Leuten aus Zara vertrieben. Die Stadt wandte sich vergeblich an Kaiser Friedrich II. um Hilfe. Daraufhin suchte sie Unterstützung bei Bela IV. von Ungarn. Am 5. Juli 1242 gelang den Venezianern nach zweimonatiger Belagerung die Eroberung der Stadt, die die Ungarn schon aufgegeben hatten. 1243 wurde ein Kastell für die Besatzung errichtet (ein weiteres entstand nach der Rückgewinnung Dalmatiens im Jahr 1409). Am 6. Oktober 1247 ließ Venedig einen Vertrag von der Bevölkerung beeiden.
1310 rebellierte Zara-Zadar erneut, doch die Gesandten der Stadt mussten im September 1313 einen neuen Unterwerfungsvertrag anerkennen, nachdem dort der Magnat Mladen II. Šubić geherrscht hatte. Im August 1345 begann ein neuer Aufstand, der nun die Herrschaft Venedigs über Dalmatien ins Wanken brachte. Zwar unterlagen die Ungarn am 1. Juli 1346 unter den Mauern von Zara und die Stadt musste sich ergeben. Die entsprechende Urkunde wurde am 15. Dezember 1346 ausgefertigt. In diesem Zusammenhang entstand die Cronica Iadretina, ein Propagandawerk, das die angeblich guten Beziehungen zwischen Zara und Venedig aufzeigen sollte – in lateinischen Texten erschien im Übrigen immer noch der römische Name. Die Gegenseite verfasste die knappe Obsidio Iadrensis, so dass die Perspektiven der Sieger, aber auch der Besiegten in einer Edition einander gegenübergestellt werden konnten. Zugleich relativiert diese Quelle die durchweg positive Darstellung der venezianischen Herrschaft, die aber schon allein deshalb in Zweifel gezogen worden ist, weil die Stadt 1358 bis 1409 schon wieder verloren war.
Infolge der Belagerung von 1345–1346 gelangte die Stadt in den Besitz des ungarisch-kroatischen Königs Ludwig I. Im Frieden von Zadar von 1358 trat Venedig ganz Dalmatien ab. Nach Ludwigs Tod herrschte König Sigismund, danach Ladislaus von Neapel, Prätendent der ungarischen Krone, über Dalmatien. Dieser verkaufte im Jahre 1409 seine Rechte auf Dalmatien für 100.000 Dukaten an Venedig, wodurch Zara-Zadar wieder in dessen Hoheitsbereich kam.

### Venedig (1409–1797)

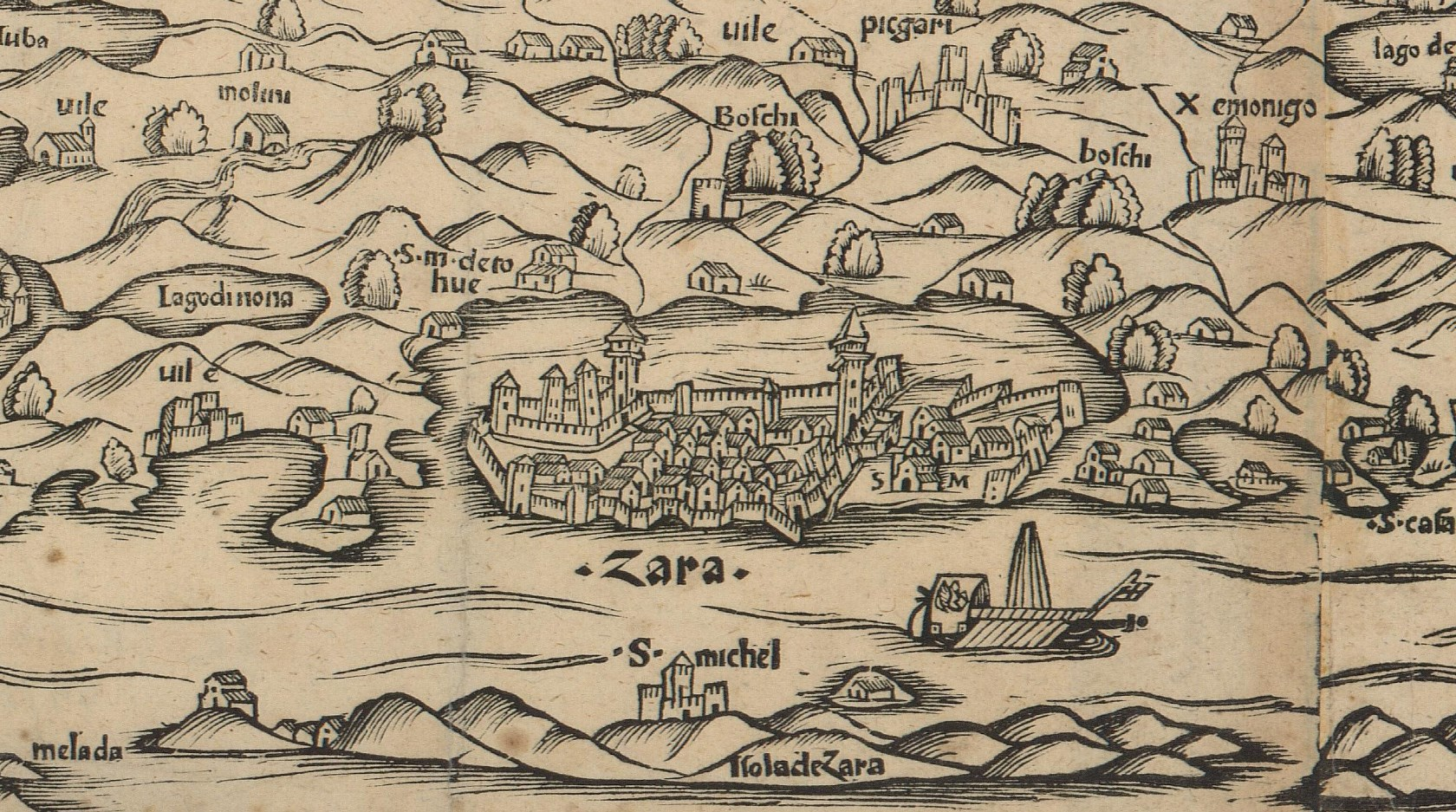
Darstellung Zadars (Zara) mit seinem Umland aus dem Jahr 1530 (Holzschnitt)

Es begann nun die Sicherung der Stadt, da die Venezianer ihren politischen und wirtschaftlichen Schutz übernahmen. Als die Osmanen zu Beginn des 16. Jahrhunderts das Hinterland eroberten, wurde die Stadt von den Venezianern zu einer starken Festung ausgebaut, die den venezianischen Handel an der Adria sicherte und als Verwaltungszentrum für die venezianischen Besitztümer in Dalmatien diente. Die venezianische Festung wurde 2017 als Teil des Eintrags „Venezianisches Verteidigungssystem des 16. bis 17. Jahrhunderts“ in die Liste des UNESCO-Welterbes aufgenommen. Die Stadt war bis 1797 die Hauptstadt der venezianischen Doppelprovinz Dalmazia e Albania.
Die mittelalterliche Befestigung, die den frühneuzeitlichen Anforderungen nicht mehr genügte, wurde im 16. Jahrhundert ersetzt.

### Österreich (1797–1805), Frankreich (1805–1813)
Nach dem Fall Venedigs 1797 kam Zadar, das die ortsansässigen Italiener weiterhin Zara nannten, an Österreich. Letzteres musste die Stadt 1805 an das Französische Kaiserreich abtreten, das sie zu den illyrischen Provinzen schlug. Zur Zeit der französischen Herrschaft erschien in der Stadt die erste Zeitung in kroatischer Sprache, der Kraljski Dalmatin (1806–1810).

### Österreich (1813–1918)
Im Dezember 1813 kam Zadar nach einer sechstägigen Beschießung durch Kapitulation wieder an Österreich, in dessen Besitz es bis 1918 blieb. Es war Hauptstadt des Königreichs Dalmatien, das eines der österreichischen Kronländer war. In der zweiten Hälfte des 19. Jahrhunderts war Zadar ein Zentrum der kroatischen kulturellen und nationalen Wiedergeburtsbewegung in Dalmatien, die eigentlich eine erstmalige Nationenbildung darstellte, bei der sich bestimmte Begrifflichkeiten erst herausgebildet haben. Hier erschienen ab 1838 das Srpsko-dalmatinski Magazin und ab 1844 die Literaturzeitschrift Zora dalmatinska. Ab 1862 wurde zweimal wöchentlich die Zeitung Il Nazionale herausgegeben, einmal in der Woche mit der Beilage Prilog k Narodnom listu in kroatischer Sprache. Es handelte sich dabei um die Zeitung der Narodnjaci (deutsch etwa „die Nationalen“), die für einen Zusammenschluss Dalmatiens mit dem Königreich Kroatien und Slawonien plädierten. Im selben Jahr wurde in Zadar die Matica dalmatinska, ein slawischer Kulturverein nach dem Vorbild der Matica srpska und Matica hrvatska, gegründet. 1863 wurde in der Stadt die Slavjanska čitaonica eröffnet, ein Lesesaal, der auch Tagungsort der Narodnjaci im dalmatinischen Landtag (sabor) war.

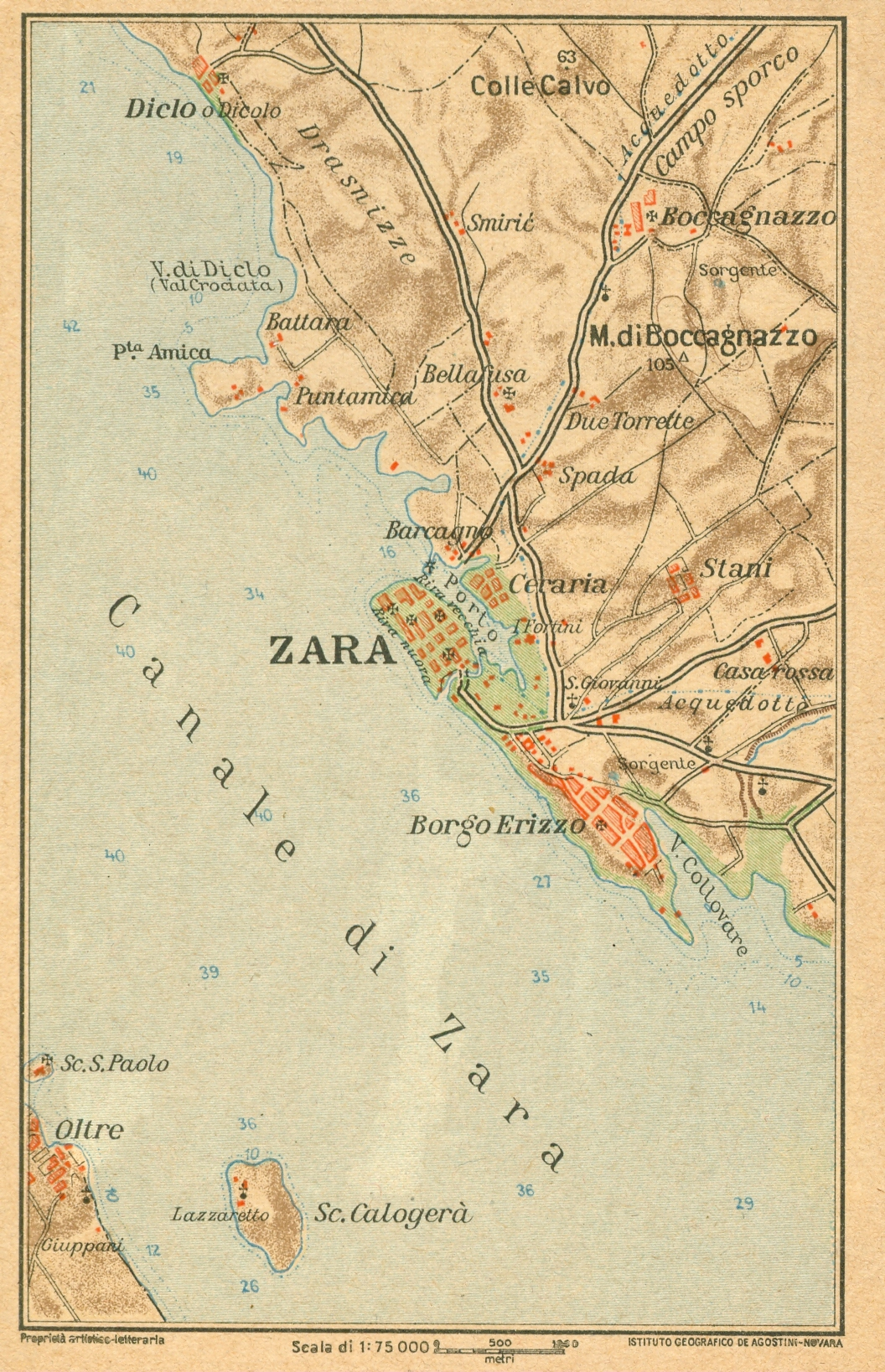
Karte von Zadar (Zara) aus dem Jahr 1920

Bis zum Ersten Weltkrieg war Zadar Garnisonsstadt der k.u.k. Armee. Stationiert waren dort 1914 der Stab sowie das I. und III. Bataillon des Landwehr-Infanterie-Regiments Nr. 23.

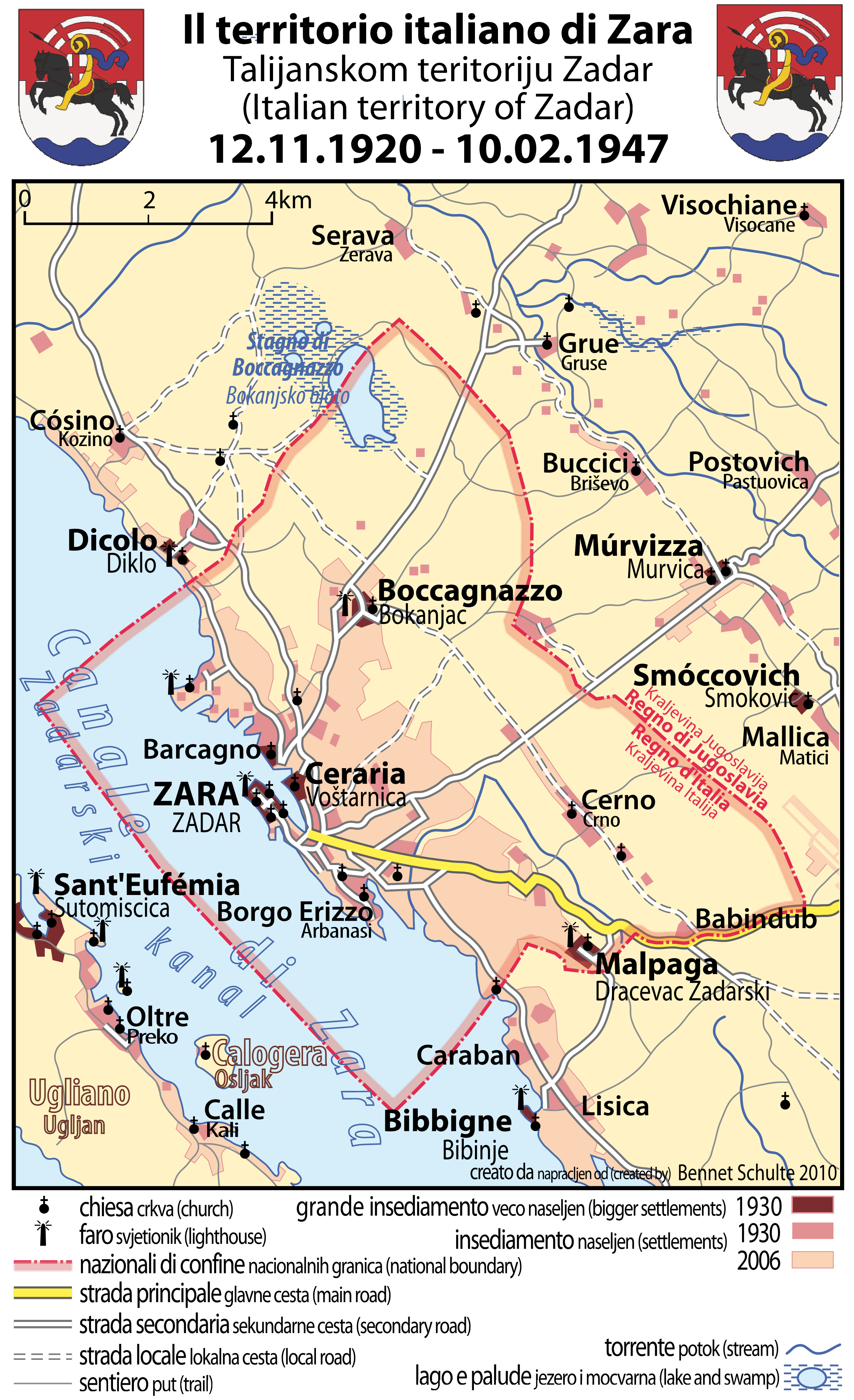
Italienisches Territorium Zara (1920–1947)

### Italien (1920–1945/47)
Nach dem Ersten Weltkrieg fiel Zadar, nun in offiziellen Dokumenten wieder Zara genannt, durch den Grenzvertrag von Rapallo (1920) an Italien. Während des Zweiten Weltkriegs war die Küstenstadt Ziel alliierter Luftangriffe, die schwere Schäden an den historischen Stätten verursachten.

### Jugoslawien, Bürgerkrieg, Kroatien (1947–)
1945/47 wurde die Stadt Teil der Teilrepublik Kroatien innerhalb Jugoslawiens. Die großteils italienischsprachige Bevölkerung verließ daraufhin, meist unfreiwillig, fast vollständig die Stadt Richtung Italien (siehe Foibe-Massaker).
Seit 1991 ist Zadar Teil der Republik Kroatien und entwickelt sich immer mehr zu einem der wichtigsten Adria-Seehäfen. Neben vielen anderen Ordensgemeinschaften ist in Zadar auch der Orden der Karmelitinnen vertreten.
1991 griff die Jugoslawische Volksarmee im Zuge des Kroatienkrieges Zadar aus der Luft und mit Artillerie an und verursachte auch an Kulturgütern umfangreiche Schäden. Die Stadt konnte anschließend nur mit großen Anstrengungen gegen die überwiegend serbischen Truppen verteidigt werden. Der Verkehr mit Zagreb konnte ausschließlich über die Insel Pag aufrechterhalten werden. Die Belagerung der Stadt dauerte bis zum 22. Januar 1993, als die kroatische Armee die Verbindung von Zadar und der Umgebung Maslenicas mit Zagreb wiederherstellte. 1995 wurde schließlich durch die Operation Oluja im gesamten Hinterland die staatliche Gebietshoheit wiederhergestellt.

## Kulturerbe

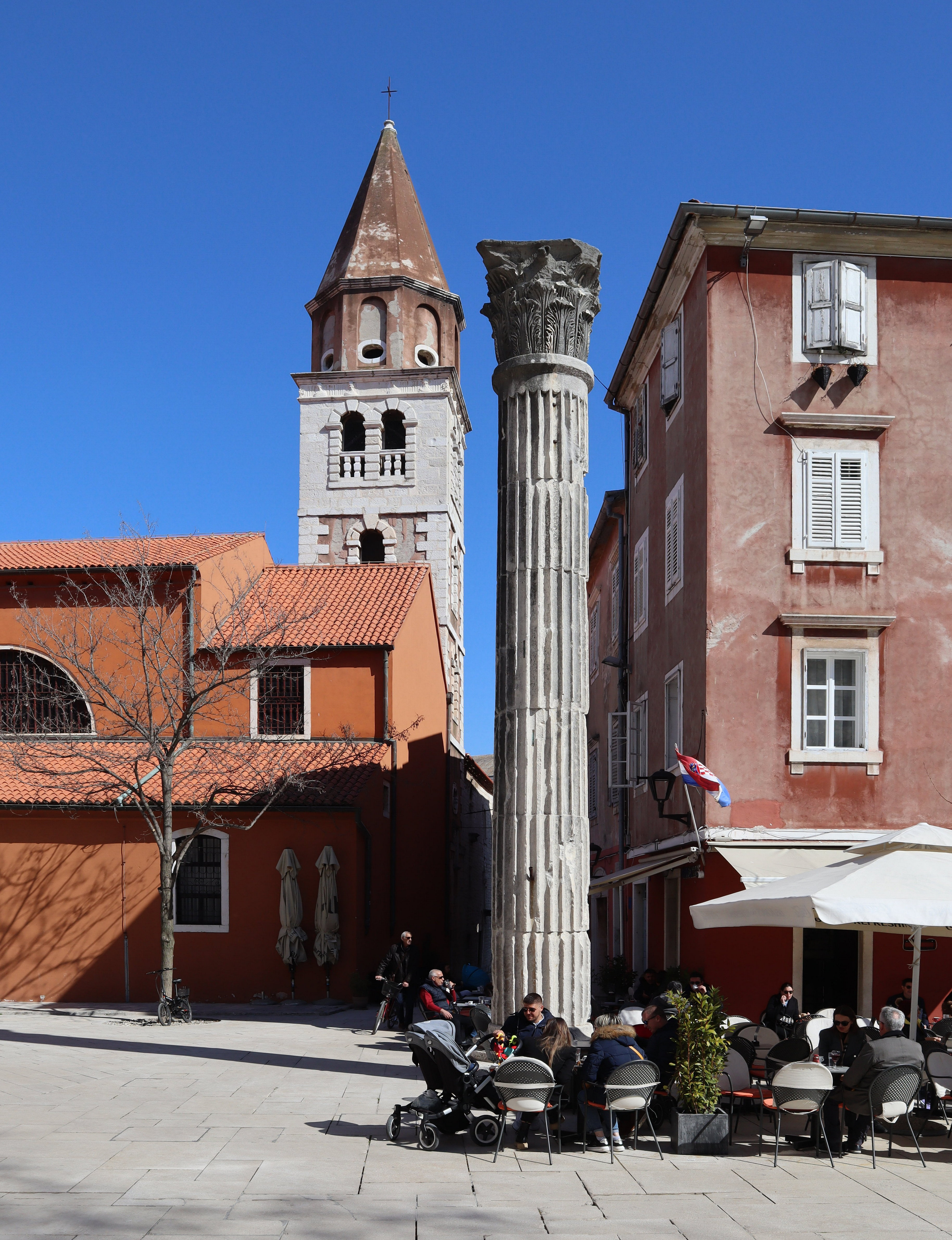
Römische Säule am Petra-Zoranića-Platz

Zadar, auf einer schmalen Landzunge am Adriatischen Meer und am Kanal von Zadar gelegen, wird vom Festland durch einen Wassergraben getrennt. Die Stadt war bis 1873 eine Festung. Sie hat einen großen Hafen, vier Tore (darunter das Marinetor mit einem eingesetzten Stück eines römischen Triumphbogens und die nach dem Entwurf von Sanmicheli erbaute Porta di Terraferma). Der überwiegende Teil der Altstadt ist venezianischen Baustils. Unter den Plätzen sind der Herrenplatz mit Hauptwachtgebäude und die Gradska Straža (mit der Stadtbibliothek) sowie der Brunnenplatz mit antiker korinthischer Säule nennenswert. Eine solche ziert auch den Simeonsplatz. Von zentraler Bedeutung für die Geschichte der Stadt ist das Staatsarchiv Zadar mit seinen Archivalien, die bis ins frühe 10. Jahrhundert zurückreichen.

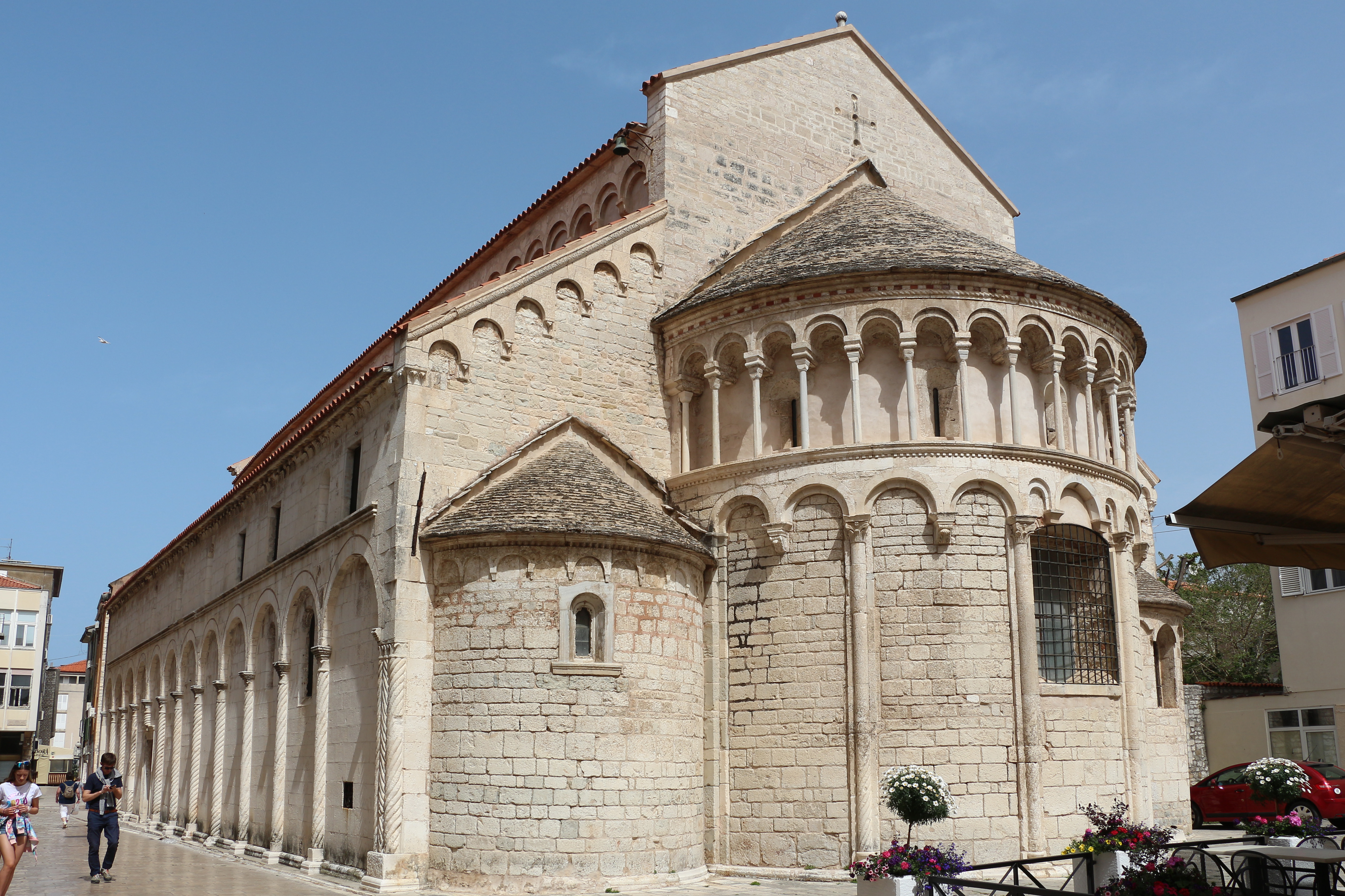
Kirche des heiligen Chrysogonus (Sveti Krševan)

Kulturhistorisch bedeutende Kirchen sind:
- Die Domkirche der heiligen Anastasia (kroat. Sveti Stošija) wurde vom 12. bis zum 13. Jahrhundert erbaut, wobei die Apsis einer Vorgängerkirche des 9. Jahrhunderts erhalten blieb. Die mit Blendarkaden und zwei Rosetten geschmückte Fassade bietet drei spätromanische Portale. Im Tympanon des Hauptportals ist das Relief „Muttergottes mit Kind und Heiligen“ von 1324 zu sehen. Neben der dreischiffigen Basilika wurde im 14. Jahrhundert der freistehende Glockenturm errichtet. Das Innere beherbergt den Marmorsarkophag der Heiligen Anastasia aus dem 9. Jahrhundert, Freskenfragmente des 13. Jahrhunderts, ein frühgotisches Ziborium von 1332, romanische Steintafeln und Marmorbänke, einen Flügelaltar und geschnitztes Chorgestühl aus dem 15. Jahrhundert, ein rundes Baptisterium und wertvolle Gemälde. Unter dem Altarraum wurde im 12. Jahrhundert die Krypta errichtet.
- Die Kirche Sankt Donatus (Crkva svetoga Donata) wurde im 9. Jahrhundert erbaut.
- Sankt Chrysogonus (Sveti Krševan) wurde 1175 anstelle einer Kirche aus dem 6. Jahrhundert als dreischiffige Basilika mit drei durch Blendarkaden und Ziergalerien gegliederten Apsiden errichtet. Hier wurde 1403 Ladislaus von Neapel zum ungarisch-kroatischen König gekrönt. Die Säulen im Inneren tragen antike Kapitelle. In den Seitenapsiden haben sich teilweise Fresken aus dem 13.–14. Jahrhundert erhalten.
- Die erste Marienkirche (Sveti Marije) wurde schon 1091 als Teil des Benediktinerinnenklosters geweiht. Der heutige Bau geht auf das 16. Jahrhundert zurück und ist durch Stilelemente der Gotik und der Renaissance gekennzeichnet. Die Innenausstattung ist barock mit reichen Stuckaturen und einer Madonnenstatue aus dem 15. Jahrhundert. Im ersten Geschoss des romanischen Glockenturms befindet sich eine Kapelle mit Freskenresten des 12. Jahrhunderts.
- Die ehemalige Kirche zur heiligen Dreifaltigkeit soll als älteste der Stadt der Sage nach aus den Trümmern eines Junotempels im 9. Jahrhundert erbaut worden sein. Sie ist jetzt Antikenmuseum.
- Die Franziskanerkirche wurde 1283 im gotischen Stil errichtet, aber vor allem im 18. Jahrhundert umgebaut. Die einschiffige Kirche enthält wertvolle Gemälde. In der Schatzkammer befindet sich ein bemaltes romanisches Kruzifix des 12. Jahrhunderts. Der Renaissance-Kreuzgang wurde 1556 gebaut.
- Die Simeonskirche (Sv. Šimun) aus dem 16. und 17. Jahrhundert birgt den kunstvollen Reliquienschrein des heiligen Simeon.
- Die orthodoxe Eliaskirche wurde 1773 im Spätbarockstil errichtet. im Inneren werden Ikonen aus dem 16.–18. Jahrhundert aufbewahrt.

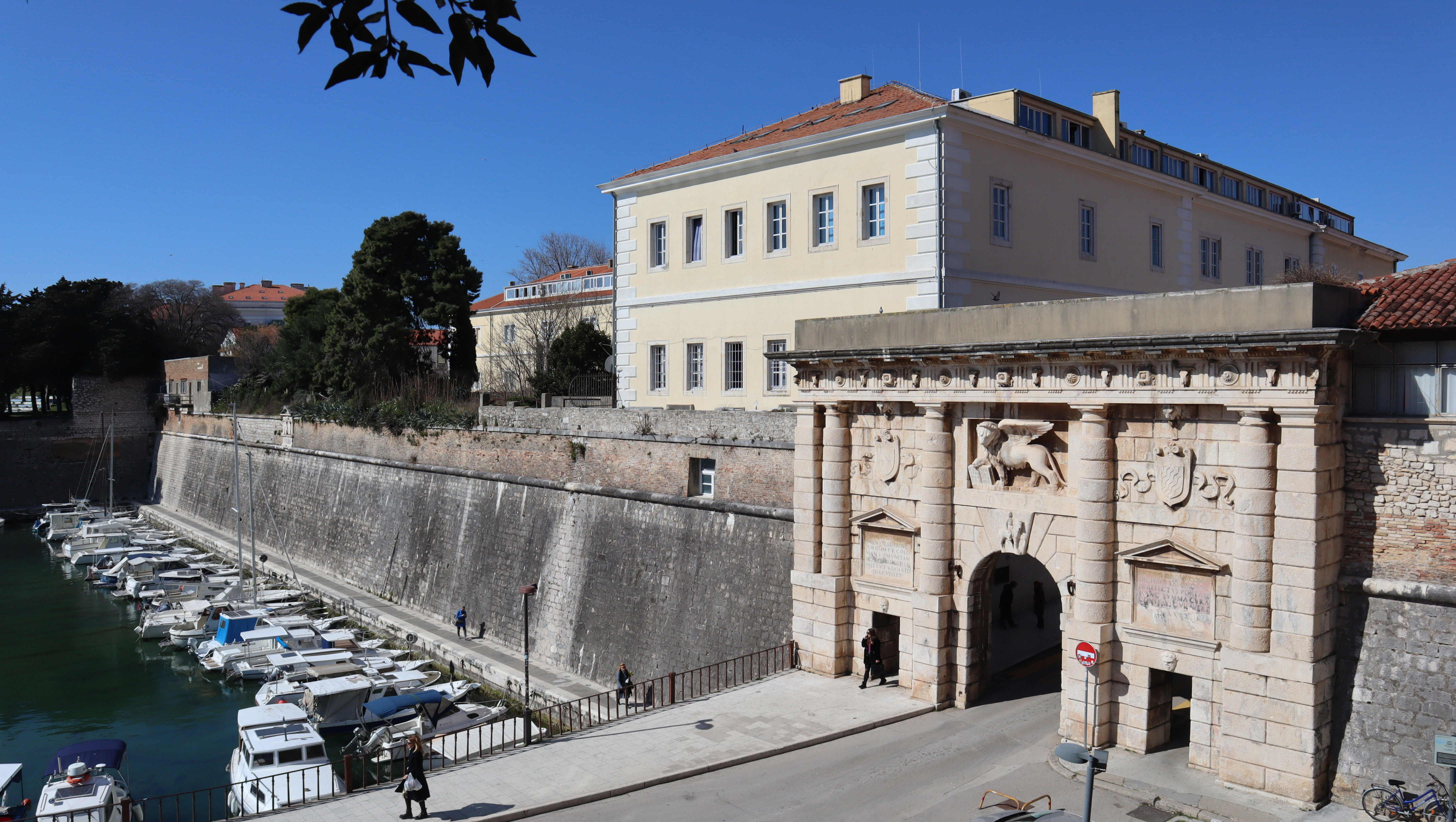
Das Landtor (Porta Terraferma) von 1543 und die Maritime High School

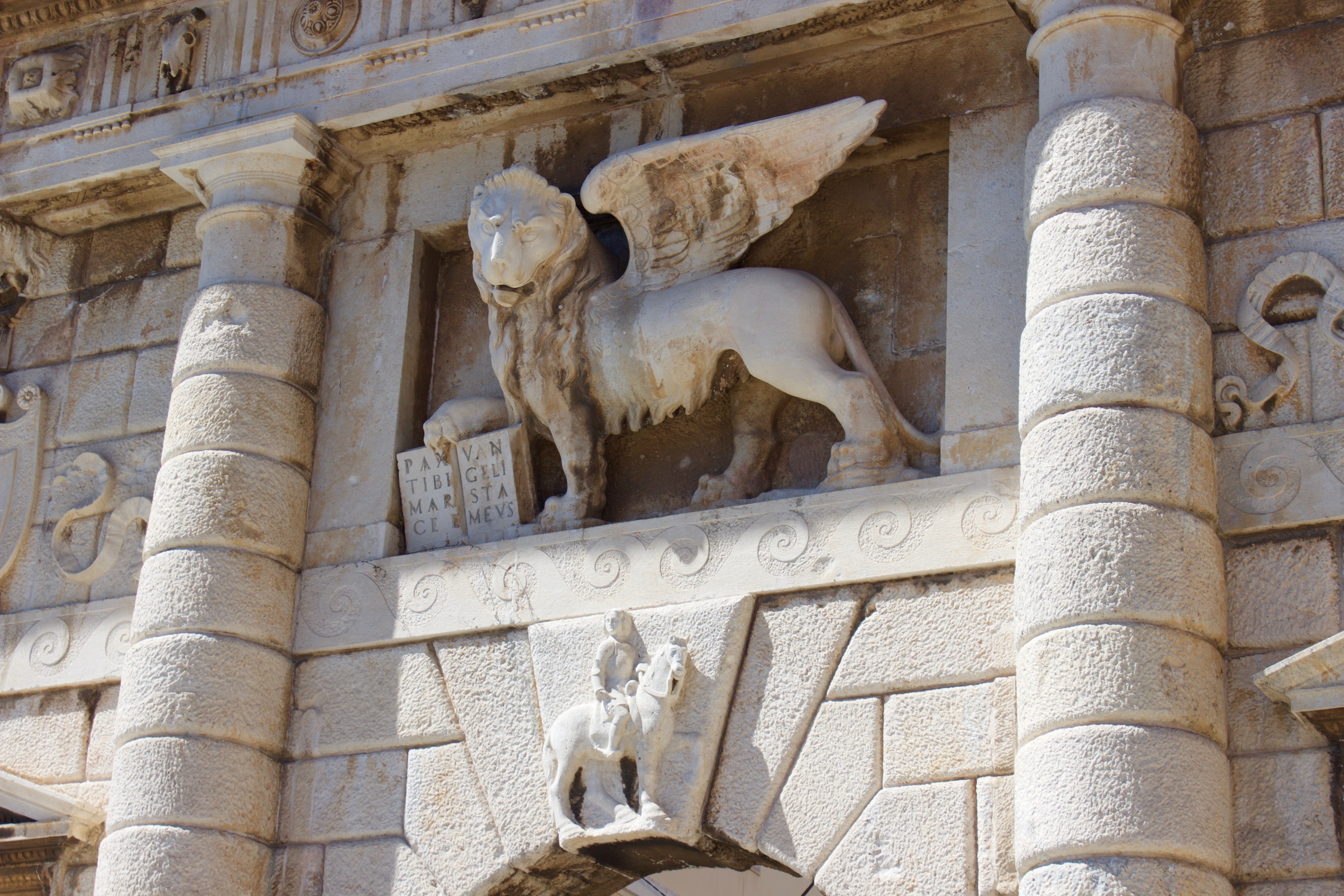
Nahansicht des venezianischen Markuslöwen in der Porta Terraferma

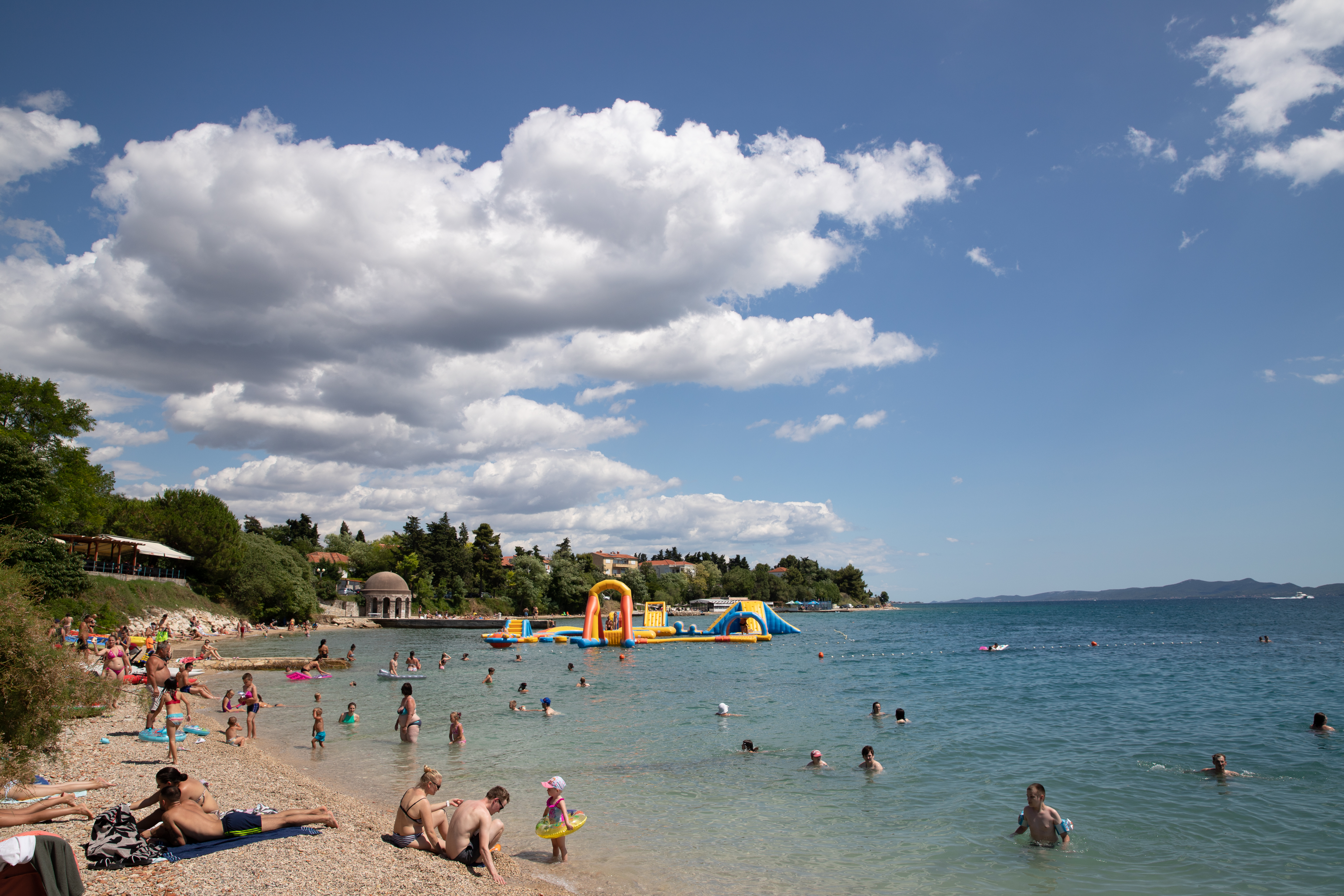
Strand Kolovare

Sonstige bemerkenswerte Bauwerke sind:
- das römische Forum,
- der ehemalige Palast der Prioren,
- der erzbischöfliche Palast,
- das Arsenal sowie
- die „fünf Brunnen“ und der angrenzende „Turm des Stadtkommandanten“: Der Platz entstand 1574 über einer Zisterne. Die Brunnen versorgten bis Mitte des 19. Jahrhunderts die Stadt mit Wasser.

## Tourismus
Im März 1902 eröffnete das erste Hotel der Stadt, das Hotel Bristol (heute Hotel Zagreb).
In der Umgebung von Zadar befinden sich fünf Nationalparks: der Nationalpark Krka, der Nationalpark Paklenica, der Nationalpark Nördlicher Velebit, Nationalpark Kornaten und der Nationalpark Plitvicer Seen.

## Städtepartnerschaften
| Stadt              | Land                   | seit |
| ------------------ | ---------------------- | ---- |
| Dundee             | Vereinigtes Königreich | 2014 |
| Fürstenfeldbruck   | Deutschland            | 1989 |
| Banská Bystrica    | Slowakei               | 1995 |
| Iquique            | Chile                  | 2003 |
| Padua              | Italien                | 2003 |
| Reggio nell’Emilia | Italien                | 1972 |
| Romans-sur-Isère   | Frankreich             | 1985 |
| Székesfehérvár     | Ungarn                 | 1997 |

## Sport
Der lokale Sport ist besonders durch Basketball geprägt: Der KK Zadar nahm in der Vergangenheit auch an europäischen Turnieren teil. Neben dem KK Zadar spielt auch der kleinere Verein KK Borik in der ersten kroatischen Liga. Die Mehrzweckhalle Dvorana Krešimira Ćosića, die anlässlich der Handball-Weltmeisterschaft der Herren 2009 errichtet wurde, dient dem KK Zadar als Heimspielstätte.
Weiterhin gibt es zwei Radsportvereine, nämlich den BK Zadar und den BK Donat. Beide haben sich dem Straßenrennen verschrieben und kümmern sich aktiv um jüngere Radsportler. Traditionell veranstalten der BK Zadar das „1. Mai Straßenrennen“ und der BK Donat die z. T. touristischen Radtouren Plitvice-Zadar (Frühsommer) und Knin-Zadar (5. August).
Der städtische Fußballverein HNK Zadar spielte in der Saison 2022/23 in der 4. Kroatischen Liga (3. NL – Jug).

## Kunstinstallationen im öffentlichen Raum

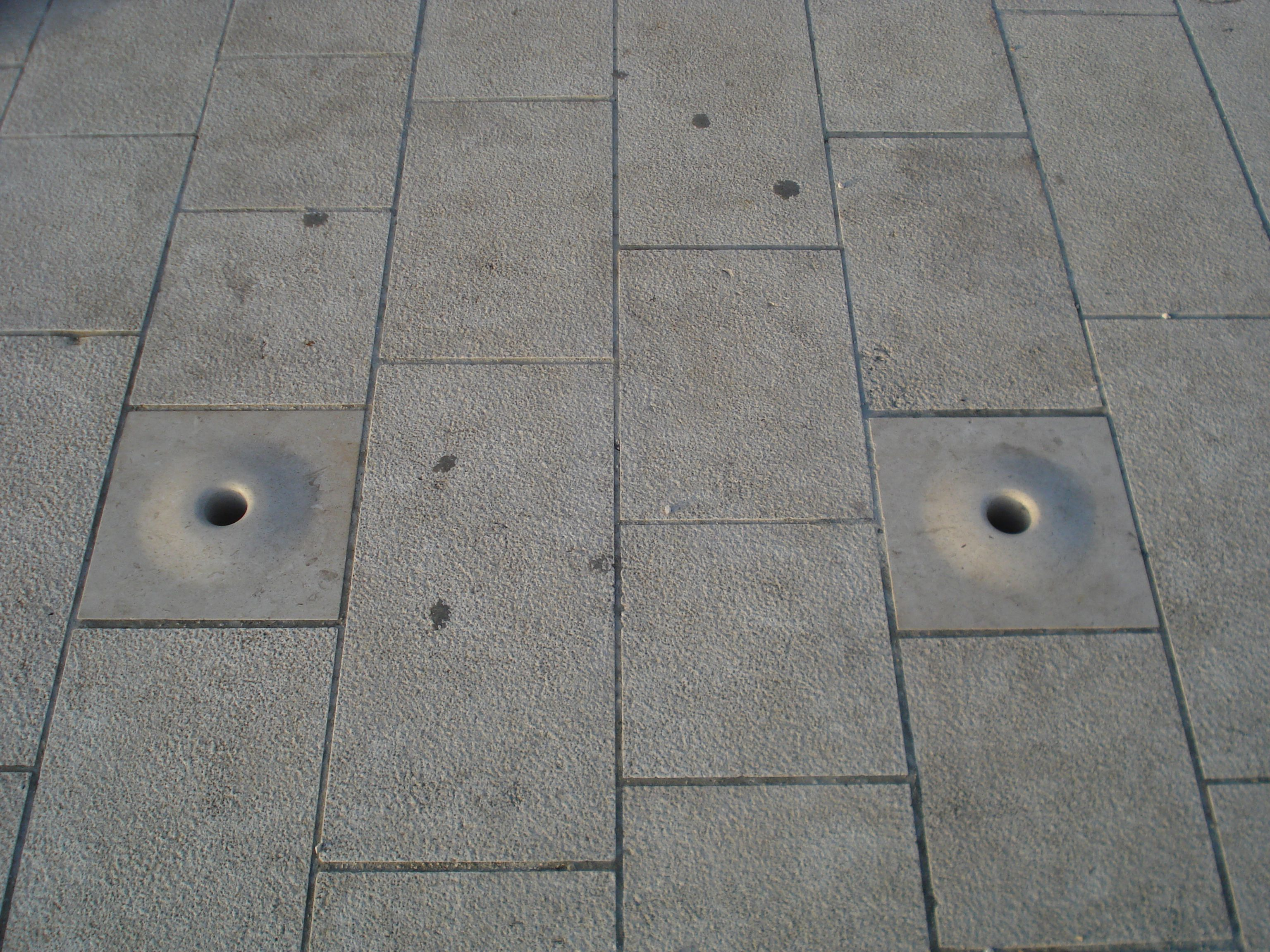
Die Meeresorgel von Zadar

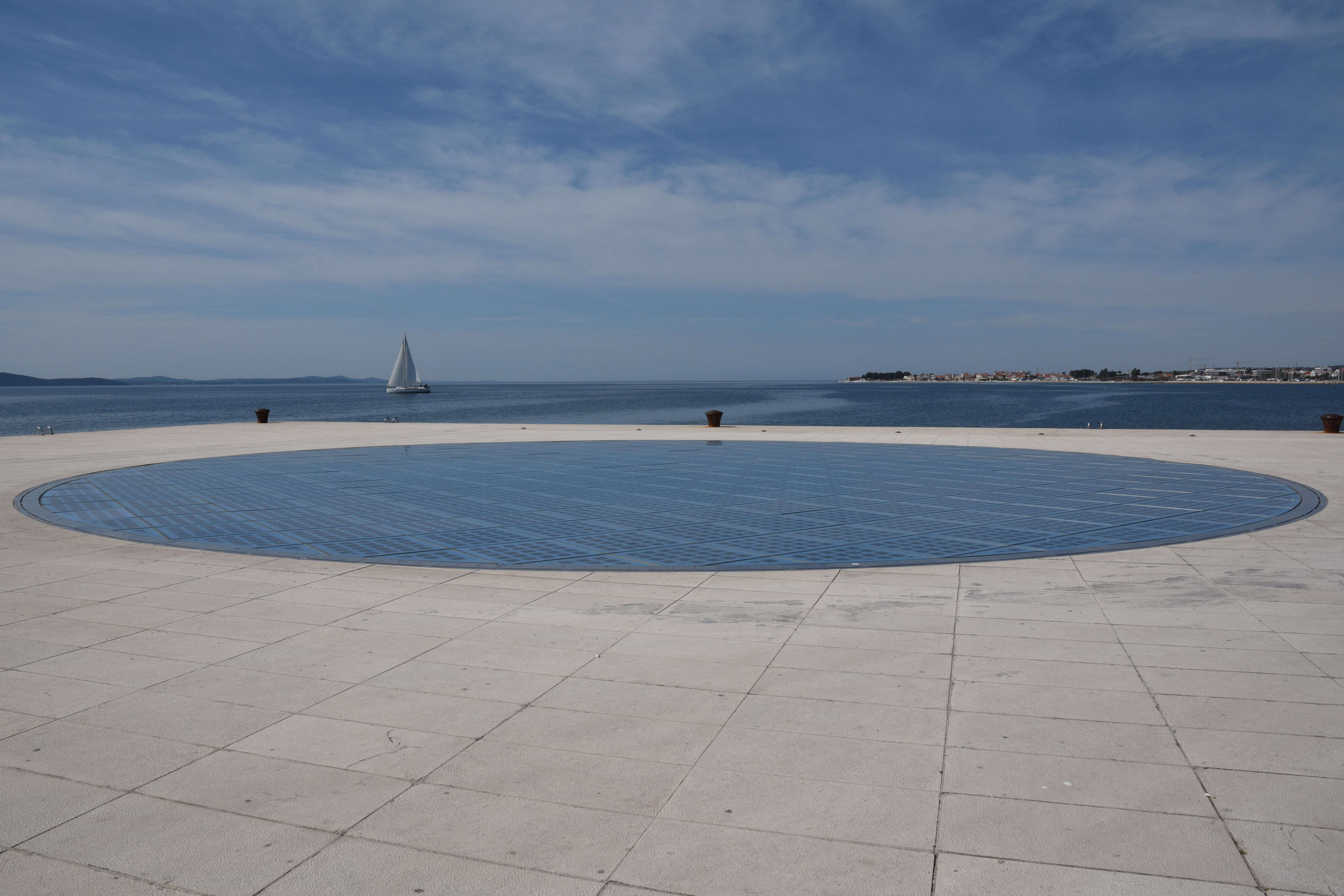
Solar-Kunstinstallation

Seit Juli 2005 gibt es am Hafen eine vom Architekten Nikola Bašić geschaffene Meeresorgel, die durch die Wellenbewegung Musik erzeugt. Durch die Meereswellen wird Luft in die Orgelpfeifen gepresst, wodurch je nach Wellengeschwindigkeit und Pfeifengröße verschiedene Töne erzeugt werden.
In unmittelbarer Nähe hierzu installierte derselbe Architekt 2008 einen 22 Meter großen Kreis aus 300 mehrschichtigen, begehbaren Glasplatten. Darunterliegende Solarzellen fangen das Sonnenlicht ein, womit zum Sonnenuntergang bunte Lichtspiele erzeugt werden.

## Wappen und Stadtheilige
Das Wappen zeigt St. Chrysogonus (sveti Krševan); als Stadtheilige gilt jedoch heute die hl. Anastasia (sveta Stošija). Der Text des Liedes Zadar Grad u moru nennt außerdem den hl. Bischof Donat, den hl. Šimeon, den hl. Franz von Assisi (sveti Frane) sowie die Muttergottes.

## Persönlichkeiten

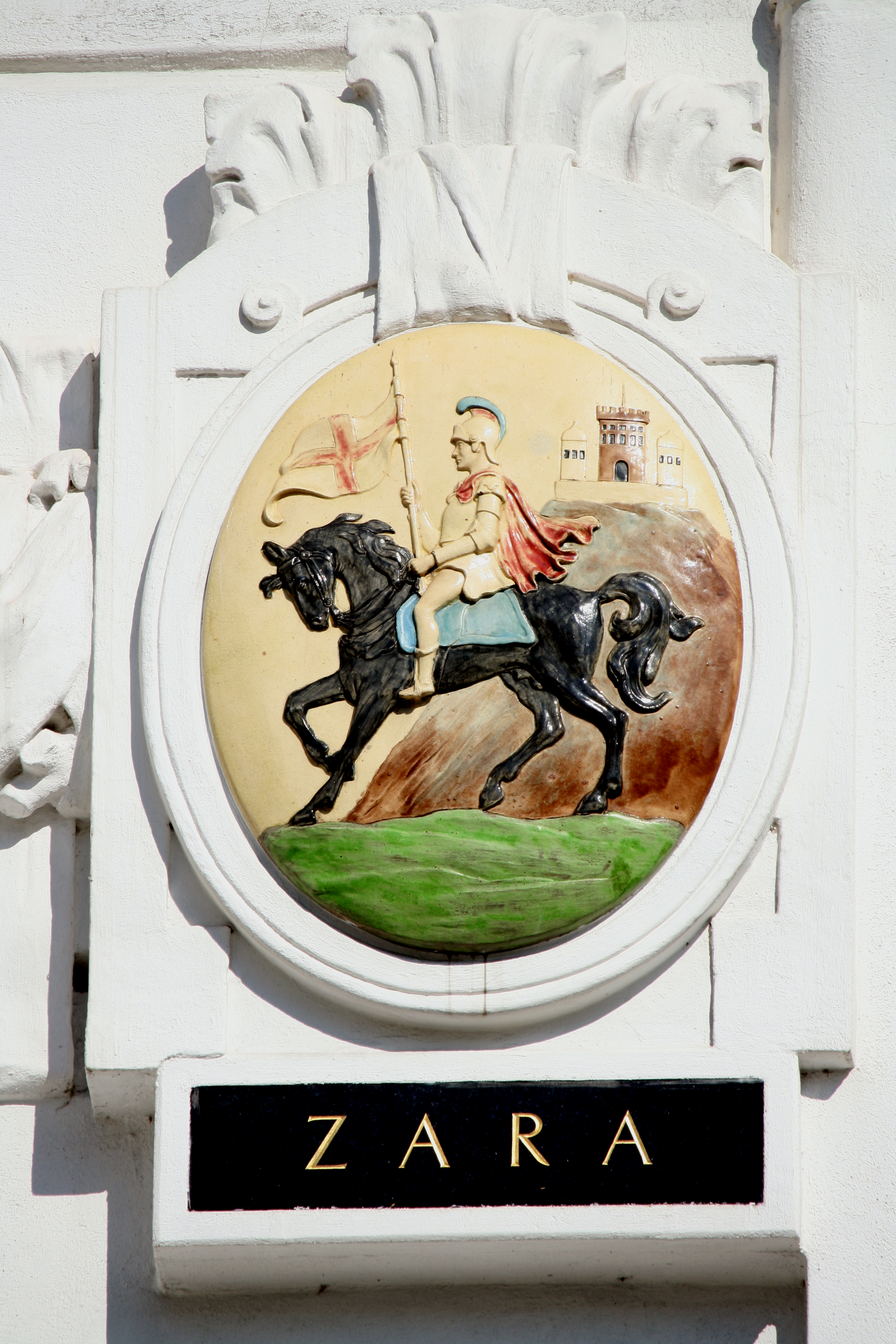
Wappen von Zadar auf dem einst von der Marinesektion des k.u.k. Kriegsministeriums genutzten Amtsgebäude Marxergasse 2 in Wien. Im amtlichen Gebrauch der k.u.k. Marine wurden die Namen in italienischer Sprache verwendet.

### Geschichte
- Stephan Karl Sander: Urban Elites in the Venetian Commonwealth. Social and Economic Mobility in early modern Dalmatia (Zadar / Zara, 1540 to 1570), Diss., Graz 2011. (academia.edu)
- Stjepan Krasić: Liber almi studii S. Dominici Iadrae (1684-1790). Material for the history of higher education in Croatia. Universität Zadar, Zadar 2008, ISBN 978-953-7237-44-8.
- Stephan Sander-Faes: Urban Elites of Zadar. Dalmatia and the Venetian Commonwealth, 1540–1569. Viella, Rom 2013 (academia.edu).
- Tea Mayhew: Dalmatia between Ottoman and Venetian Rule. Contado di Zara 1645–1718. Viella, Rom 2008.
- Tomislav Raukar: Zadar II: Sozial- und Wirtschaftsgeschichte. In: Lexikon des Mittelalters (LexMA). Band 9. LexMA-Verlag, München 1998, ISBN 3-89659-909-7, Sp. 438–440.
- Željko Rapanić, Ludwig Steinhoff: Zadar I: Stadtgeschichte. In: Lexikon des Mittelalters (LexMA). Band 9. LexMA-Verlag, München 1998, ISBN 3-89659-909-7, Sp. 438–440.

### Kultur- und Reiseführer
- Ciril M. Iveković: Zara (= Dalmatiens Bau- und Kunstdenkmale. Band 6). Verlag von Anton Schroll & Co., Wien 1927, OBV: AC03450302.
- Franz N. Mehling (Hrsg.): Knaurs Kulturführer: Jugoslawien. Droemer Knaur, München/Zürich 1984, ISBN 3-426-26135-9, S. 420–24.